# Список наград и номинаций фильма «Повелитель бури»
«Повелитель бури» (англ. The Hurt Locker) — художественный фильм режиссёра Кэтрин Бигелоу о судьбе американских сапёров в Ираке. Премьера фильма состоялась 4 сентября 2008 года на 65-м Венецианском кинофестивале, где он конкурировал за главную награду «Золотой лев» с картиной «Рестлер» режиссёра Даррена Аронофски. Прокат фильма под эгидой Warner Bros. стартовал 10 октября 2008 года в Италии. После показа картины на Кинофестивале в Торонто в 2008 году, компания Summit Entertainment приобрела права на дистрибуцию фильма в Соединённых Штатах Америки, где фильм вышел 26 июня 2009 года в ограниченном прокате — в четырёх кинотеатрах в Лос-Анджелесе и Нью-Йорке. Фильм собрал более $ 145 тысяч в первый выходной проката и $ 131 тыс. — во второй уже в девяти кинотеатрах. Спустя две недели Summit выпустили картину в широкий прокат и по состоянию на август 2011 года, она заработала почти $ 50 млн по всему миру при бюджете в $ 15 млн.
Фильм был удостоен множества наград, начиная от технических номинаций, заканчивая актёрскими. На 67-й церемонии вручения наград премии «Золотой глобус» картина была номинирована в трёх номинациях, но не получила ни одной статуэтки, однако в феврале стала триумфатором 82-й церемонии вручения премии «Оскар», где одержала победу в шести номинациях из девяти, в том числе в самых престижных — «Лучший фильм», «Лучший режиссёр» и «Лучший оригинальный сценарий», а Кэтрин Бигелоу стала первой женщиной, получившей награду за лучшую режиссуру и четвёртой, которая номинировалась на неё.
«Повелитель бури» дважды номинировался на Премию Гильдии киноактёров США в 2010 году — в категории «Лучшая мужская роль» и «Лучший актёрский состав в игровом кино». Гильдия режиссёров США наградила Кэтрин Бигелоу за «Выдающийся вклад в режиссуру», а Британская академия кино и телевизионных искусств отметила фильм сразу в шести номинациях — «Лучший фильм», «Лучшая режиссура», «Лучший оригинальный сценарий», «Лучшая операторская работа», «Лучший монтаж» и «Лучший звук». Американский институт киноискусства и издание «Ассошиэйтед пресс» включили картину в собственные списки десяти лучших фильмов 2009 года, а «Ассошиэйтед пресс» также поместил фильм на шестую строчку в списке десяти лучших фильмов последних десяти лет.

## Награды и номинации
| Премия                                                                 | Дата вручения        | Категория | Номинанты и получатели                                                     | Результат |
| ---------------------------------------------------------------------- | -------------------- | --- | -------------------------------------------------------------------------- | --------- |
| Оскар                                                                  | 7 марта 2010         | Лучший фильм                                                                                                   | «Повелитель бури», Кэтрин Бигелоу, Марк Боал, Грег Шапиро, Николас Шартье  | Победа    |
| Оскар                                                                  | 7 марта 2010         | Лучшая режиссура                                                                                               | Кэтрин Бигелоу                                                             | Победа    |
| Оскар                                                                  | 7 марта 2010         | Лучший оригинальный сценарий                                                                                   | Марк Боал                                                                  | Победа    |
| Оскар                                                                  | 7 марта 2010         | Лучшая мужская роль                                                                                            | Джереми Реннер                                                             | Номинация |
| Оскар                                                                  | 7 марта 2010         | Лучшая операторская работа                                                                                     | Барри Экройд                                                               | Номинация |
| Оскар                                                                  | 7 марта 2010         | Лучший монтаж                                                                                                  | Крис Иннис Боб Муравски                                                    | Победа    |
| Оскар                                                                  | 7 марта 2010         | Лушая музыка к фильму                                                                                          | Марко Белтрами Бак Сандерс                                                 | Номинация |
| Оскар                                                                  | 7 марта 2010         | Лучший звук | Пол Н. Дж. Оттоссон Рэй Беккет                                             | Победа    |
| Оскар                                                                  | 7 марта 2010         | Лучший звуковой монтаж                                                                                         | Пол Н. Дж. Оттоссон                                                        | Победа    |
| Афроамериканская ассоциация кинокритиков                               | 14 декабря 2009      | Лучший актёр второго плана                                                                                     | Энтони Маки                                                                | Победа    |
| Союз женщин-киножурналистов                                            | 15 декабря 2009      | Лучшая картина                                                                                                 | «Повелитель бури»                                                          | Победа    |
| Союз женщин-киножурналистов                                            | 15 декабря 2009      | Лучший режиссёр                                                                                                | Кэтрин Бигелоу                                                             | Победа    |
| Союз женщин-киножурналистов                                            | 15 декабря 2009      | Лучшая женщина-режиссёр                                                                                        | Кэтрин Бигелоу                                                             | Победа    |
| Союз женщин-киножурналистов                                            | 15 декабря 2009      | Лучший актёрский ансамбль                                                                                      | «Повелитель бури»                                                          | Победа    |
| Американская гильдия монтажёров                                        | 14 февраля 2010      | Лучший монтаж художественного фильм (драма)                                                                    | Крис Иннис Боб Муравски                                                    | Победа    |
| Американское сообщество кинематографистов                              | 27 февраля 2010      | Премия за выдающиеся достижения операторской работы в области театральных релизов                              | Барри Экройд                                                               | Номинация |
| Гильдия художников-постановщиков                                       | 13 февраля 2010      | Премия за превосходную художественную постановку в современном кинематографе                                   | Карл Джуллисон                                                             | Победа    |
| Остинское кинематографическое общество                                 | 15 декабря 2009      | Лучшая картина                                                                                                 | «Повелитель бури»                                                          | Победа    |
| Остинское кинематографическое общество                                 | 15 декабря 2009      | Лучший режиссёр                                                                                                | Кэтрин Бигелоу                                                             | Победа    |
| Остинское кинематографическое общество                                 | 15 декабря 2009      | Лучшая работа оператора                                                                                        | Барри Экройд                                                               | Победа    |
| Премия Чёрная лента                                                    | 13 февраля 2010      | Лучший актёр второго плана                                                                                     | Энтони Маки                                                                | Победа    |
| Общество кинокритиков Бостона                                          | 13 декабря           | Лучший фильм                                                                                                   | «Повелитель бури»                                                          | Победа    |
| Общество кинокритиков Бостона                                          | 13 декабря           | Лучший режиссёр                                                                                                | Кэтрин Бигелоу                                                             | Победа    |
| Общество кинокритиков Бостона                                          | 13 декабря           | Лучший актёр                                                                                                   | Джереми Реннер                                                             | Победа    |
| Общество кинокритиков Бостона                                          | 13 декабря           | Лучшая работа оператора                                                                                        | Барри Экройд                                                               | Победа    |
| Общество кинокритиков Бостона                                          | 13 декабря           | Лучший монтаж                                                                                                  | Крис Иннис Боб Муравски                                                    | Победа    |
| Британская киноакадемия                                                | 21 февраля 2010      | Лучший фильм                                                                                                   | «Повелитель бури», Кэтрин Бигелоу, Марк Боал, Грег Шапиро и Николас Шартье | Победа    |
| Британская киноакадемия                                                | 21 февраля 2010      | Лучшая режиссура                                                                                               | Кэтрин Бигелоу                                                             | Победа    |
| Британская киноакадемия                                                | 21 февраля 2010      | Лучший оригинальный сценарий                                                                                   | Марк Боал                                                                  | Победа    |
| Британская киноакадемия                                                | 21 февраля 2010      | Лучшая мужская роль                                                                                            | Джереми Реннер                                                             | Номинация |
| Британская киноакадемия                                                | 21 февраля 2010      | Лучшая операторская работа                                                                                     | Барри Экройд                                                               | Победа    |
| Британская киноакадемия                                                | 21 февраля 2010      | Лучший монтаж                                                                                                  | Крис Иннис Джо Муравски                                                    | Победа    |
| Британская киноакадемия                                                | 21 февраля 2010      | Лучший звук | Пол Н. Дж. Оттоссон Рэй Беккет                                             | Победа    |
| Британская киноакадемия                                                | 21 февраля 2010      | Лучшийе визуальные эффекты                                                                                     | Ричард Стутсман                                                            | Номинация |
| Премия британского независимого кино                                   | 6 декабря 2010       | Лучший иностранный фильм                                                                                       | «Повелитель бури»                                                          | Номинация |
| Ассоциации кинокритиков вещательных компаний                           | 15 января 2010       | Лучшая картинка                                                                                                | «Повелитель бури»                                                          | Победа    |
| Ассоциации кинокритиков вещательных компаний                           | 15 января 2010       | Лучший режиссёр                                                                                                | Кэтрин Бигелоу                                                             | Победа    |
| Ассоциации кинокритиков вещательных компаний                           | 15 января 2010       | Лучший оригинальный сценарий                                                                                   | Марк Боал                                                                  | Номинация |
| Ассоциации кинокритиков вещательных компаний                           | 15 января 2010       | Лушая мужская роль                                                                                             | Джереми Реннер                                                             | Номинация |
| Ассоциации кинокритиков вещательных компаний                           | 15 января 2010       | Лучшая работа оператора                                                                                        | Барри Экройд                                                               | Номинация |
| Ассоциации кинокритиков вещательных компаний                           | 15 января 2010       | Лучший монтаж                                                                                                  | Крис Иннис Боб Муравски                                                    | Номинация |
| Ассоциации кинокритиков вещательных компаний                           | 15 января 2010       | Лучший звук | Рэй Беккет Пол Оттосон                                                     | Номинация |
| Ассоциации кинокритиков вещательных компаний                           | 15 января 2010       | Лучший боевик                                                                                                  | «Повелитель бури»                                                          | Номинация |
| Ассоциация кинокритиков Чикаго                                         | 21 декабря 2009 года | Лучшая картина                                                                                                 | «Повелитель бури»                                                          | Победа    |
| Ассоциация кинокритиков Чикаго                                         | 21 декабря 2009 года | Лучший режиссёр                                                                                                | Кэтрин Бигелоу                                                             | Победа    |
| Ассоциация кинокритиков Чикаго                                         | 21 декабря 2009 года | Лучший оригинальный сценарий                                                                                   | Марк Боал                                                                  | Победа    |
| Ассоциация кинокритиков Чикаго                                         | 21 декабря 2009 года | Лучшая мужская роль                                                                                            | Джереми Реннер                                                             | Победа    |
| Ассоциация кинокритиков Чикаго                                         | 21 декабря 2009 года | Лучшая работа оператора                                                                                        | Барри Экройд                                                               | Победа    |
| Chlotrudis Society for Independent Film                                | 21 марта 2010        | Лучший фильм                                                                                                   | «Повелитель бури»                                                          | Победа    |
| Chlotrudis Society for Independent Film                                | 21 марта 2010        | Лучший актёр                                                                                                   | Джереми Реннер                                                             | Номинация |
| Chlotrudis Society for Independent Film                                | 21 марта 2010        | Лучший актёр второго плана                                                                                     | Энтони Маки                                                                | Номинация |
| Chlotrudis Society for Independent Film                                | 21 марта 2010        | Лучший оригинальный сценарий                                                                                   | Марк Боал                                                                  | Номинация |
| Премия союза звукорежиссёров                                           | 27 февраля 2010      | Премия за выдающиеся достижения в микшировании звука для художественных фильмов                                | Пол Оттосон Рэй Беккет                                                     | Победа    |
| Ассоциация кинокритиков Даллас/Форт-Уэрт                               | 16 декабря 2009      | Лучшая картина                                                                                                 | «Повелитель бури»                                                          | Номинация |
| Ассоциация кинокритиков Даллас/Форт-Уэрт                               | 16 декабря 2009      | Лучший режиссёр                                                                                                | Кэтрин Бигелоу                                                             | Номинация |
| Ассоциация кинокритиков Даллас/Форт-Уэрт                               | 16 декабря 2009      | Лучший актёр                                                                                                   | Джереми Реннер                                                             | Номинация |
| Ассоциация кинокритиков Даллас/Форт-Уэрт                               | 16 декабря 2009      | Лучшая работа оператора                                                                                        | Барри Экройд                                                               | Номинация |
| Международный кинофестиваль в Далласе                                  | 26 марта 2009        | Премия «Звезда Далласа»                                                                                        | Кэтрин Бигелоу                                                             | Победа    |
| Союз кинокритиков Денвера                                              | 24 января 2010       | Лучший фильм                                                                                                   | «Повелитель бури»                                                          | Победа    |
| Союз кинокритиков Денвера                                              | 24 января 2010       | Лучший директор                                                                                                | Кэтрин Бигелоу                                                             | Победа    |
| Союз кинокритиков Денвера                                              | 24 января 2010       | Лучший оригинальный сценарий                                                                                   | Марк Боал                                                                  | Номинация |
| Союз кинокритиков Денвера                                              | 24 января 2010       | Лучший актёрский ансамбль                                                                                      | «Повелитель бури»                                                          | Номинация |
| Союз кинокритиков Детройта                                             | 11 декабря 2009      | Лучший фильм                                                                                                   | «Повелитель бури»                                                          | Номинация |
| Союз кинокритиков Детройта                                             | 11 декабря 2009      | Лучший режиссёр                                                                                                | Кэтрин Бигелоу                                                             | Номинация |
| Гильдия режиссёров Америки                                             | 30 января 2010       | Премия за выдающиеся достижения в режиссуре художественных фильмов                                             | Кэтрин Бигелоу                                                             | Победа    |
| Кинопремия журнала Empire                                              | 28 марта 2010        | Лучший фильм                                                                                                   | «Повелитель бури»                                                          | Номинация |
| Кинопремия журнала Empire                                              | 28 марта 2010        | Лучший режиссёр                                                                                                | Кэтрин Бигелоу                                                             | Номинация |
| Кинопремия журнала Empire                                              | 28 марта 2010        | Лучший триллер                                                                                                 | «Повелитель бури»                                                          | Номинация |
| Кинопремия газеты Evening Standard                                     | 8 февраля 2010       | За достижения в техническом сопровождении фильмов                                                              | Барри Экройд                                                               | Победа    |
| Золотая лягушка                                                        | 29 ноября 2008       | Лучшая работа оператора                                                                                        | Барри Экройд                                                               | Номинация |
| Золотой глобус                                                         | 17 января 2010       | Лучшая режиссёрская работа                                                                                     | Кэтрин Бигелоу                                                             | Номинация |
| Золотой глобус                                                         | 17 января 2010       | Лучший фильм (драма)                                                                                           | «Повелитель бури»                                                          | Номинация |
| Золотой глобус                                                         | 17 января 2010       | Лучший сценарий                                                                                                | Марк Боал                                                                  | Номинация |
| Премия Готам                                                           | 30 ноября 2009       | Лучший художественный фильм                                                                                    | «Повелитель бури»                                                          | Победа    |
| Премия Готам                                                           | 30 ноября 2009       | Лучший актёрский ансамбль                                                                                      | «Повелитель бури»                                                          | Победа    |
| Премия Готам                                                           | 30 ноября 2009       | Прорыв года | Джереми Реннер                                                             | Номинация |
| Hollywood Awards                                                       | 26 октября 2009      | Актёр года | Джереми Реннер                                                             | Победа    |
| Hollywood Awards                                                       | 26 октября 2009      | Режиссёр года                                                                                                  | Кэтрин Бигелоу                                                             | Победа    |
| Hollywood Post Alliance Awards                                         | 12 ноября 2010       | Премия за выдающиеся достижения в области монтажа художественных фильмов                                       | Крис Иннис Боб Муравски                                                    | Номинация |
| Общество кинокритиков Хьюстона                                         | 19 декабря 2009      | Лучшая картина                                                                                                 | «Повелитель бури»                                                          | Победа    |
| Общество кинокритиков Хьюстона                                         | 19 декабря 2009      | Лучший режиссёр                                                                                                | Кэтрин Бигелоу                                                             | Победа    |
| Общество кинокритиков Хьюстона                                         | 19 декабря 2009      | Лучшая работа оператора                                                                                        | Барри Экройд                                                               | Победа    |
| Независимый дух                                                        | 21 февраля 2009      | Лучшая мужская роль                                                                                            | Джереми Реннер                                                             | Номинация |
| Независимый дух                                                        | 21 февраля 2009      | Лучшая мужская роль второго плана                                                                              | Энтони Маки                                                                | Номинация |
| Международное сообщество киноманов                                     | 17 февраля 2010      | Лучший монтаж                                                                                                  | Крис Иннис Боб Муравски                                                    | Победа    |
| Награды Ирландии в области кино и телевидения                          | 10 февраля 2010      | Лучший зарубежный фильм                                                                                        | «Повелитель бури»                                                          | Победа    |
| Кружок кинокритиков Канзас-сити                                        | 3 января 2010        | Лучший режиссёр                                                                                                | Кэтрин Бигелоу                                                             | Победа    |
| Общество кинокритиков Лас-Вегаса                                       | 17 декабря 2010      | Лучшая картина                                                                                                 | «Повелитель бури»                                                          | Победа    |
| Общество кинокритиков Лас-Вегаса                                       | 17 декабря 2010      | Лучший режиссёр                                                                                                | Кэтрин Бигелоу                                                             | Победа    |
| Общество кинокритиков Лас-Вегаса                                       | 17 декабря 2010      | Лучший актёр                                                                                                   | Джереми Реннер                                                             | Победа    |
| Общество кинокритиков Лас-Вегаса                                       | 17 декабря 2010      | Лучшая работа оператора                                                                                        | Барри Экройд                                                               | Победа    |
| Общество кинокритиков Лас-Вегаса                                       | 17 декабря 2010      | Лучший монтаж                                                                                                  | Крис Иннис Боб Муравски                                                    | Победа    |
| Премия Лондонского кружка кинокритиков                                 | 18 февраля 2010      | Фильм года | «Повелитель бури»                                                          | Номинация |
| Премия Лондонского кружка кинокритиков                                 | 18 февраля 2010      | Режиссёр года                                                                                                  | Кэтрин Бигелоу                                                             | Победа    |
| Ассоциация кинокритиков Лос-Анджелеса                                  | 14 декабря 2009      | Лучший фильм                                                                                                   | «Повелитель бури»                                                          | Победа    |
| Ассоциация кинокритиков Лос-Анджелеса                                  | 14 декабря 2009      | Лучший режиссёр                                                                                                | Кэтрин Бигелоу                                                             | Победа    |
| Организация звукорежиссёров художественных фильмов                     | 20 февраля 2010      | Лучший диалог и озвучка в художественном фильме                                                                | «Повелитель бури»                                                          | Номинация |
| Организация звукорежиссёров художественных фильмов                     | 20 февраля 2010      | Лучшие звуковые и шумовые эффекты в художественном фильме                                                      | «Повелитель бури»                                                          | Номинация |
| Кинофестиваль в Нантакет                                               | 21 июня 2009         | Лучший сценарий                                                                                                | Марк Боал                                                                  | Победа    |
| Национальный совет кинокритиков США                                    | 12 января 2010       | Прорыв года (актёр)                                                                                            | Джереми Реннер                                                             | Победа    |
| Национальное общество кинокритиков                                     | 3 января 2010        | Лучшая картина                                                                                                 | «Повелитель бури»                                                          | Победа    |
| Национальное общество кинокритиков                                     | 3 января 2010        | Лучший режиссёр                                                                                                | Кэтрин Бигелоу                                                             | Победа    |
| Национальное общество кинокритиков                                     | 3 января 2010        | Лучший актёр                                                                                                   | Джереми Реннер                                                             | Победа    |
| Национальное общество кинокритиков                                     | 3 января 2010        | Лучшая работа оператора                                                                                        | Барри Экройд                                                               | Номинация |
| Премия национальной ассоциации содействия прогрессу цветного населения | 26 февраля 2010      | Лучший актёр второго плана в художественном фильме                                                             | Энтони Маки                                                                | Номинация |
| Кружок кинокритиков Нью-Йорка                                          | 14 декабря 2009      | Лучший фильм                                                                                                   | «Повелитель бури»                                                          | Победа    |
| Кружок кинокритиков Нью-Йорка                                          | 14 декабря 2009      | Лучший режиссёр                                                                                                | Кэтрин Бигелоу                                                             | Победа    |
| Нью-йоркская ассоциация интернет-кинокритиков                          | 13 декабря 2009      | Лучший режиссёр                                                                                                | Кэтрин Бигелоу                                                             | Победа    |
| Ассоциация кинокритиков Северного Техаса                               | 11 января 2010       | Лучший режиссёр                                                                                                | Кэтрин Бигелоу                                                             | Победа    |
| Кружок кинокритиков Оклахомы                                           | 23 декабря 2009      | Лучший фильм                                                                                                   | «Повелитель бури»                                                          | Победа    |
| Кружок кинокритиков Оклахомы                                           | 23 декабря 2009      | Лучший режиссёр                                                                                                | Кэтрин Бигелоу                                                             | Победа    |
| Американская ассоциация онлайн-кинокритиков                            | 5 января 2010        | Лучшая картина                                                                                                 | «Повелитель бури»                                                          | Победа    |
| Американская ассоциация онлайн-кинокритиков                            | 5 января 2010        | Лучший режиссёр                                                                                                | Кэтрин Бигелоу                                                             | Победа    |
| Американская ассоциация онлайн-кинокритиков                            | 5 января 2010        | Лучший оригинальный сценарий                                                                                   | Марк Боал                                                                  | Номинация |
| Американская ассоциация онлайн-кинокритиков                            | 5 января 2010        | Лучший актёр                                                                                                   | Джереми Реннер                                                             | Победа    |
| Американская ассоциация онлайн-кинокритиков                            | 5 января 2010        | Лучший актёр второго плана                                                                                     | Энтони Маки                                                                | Номинация |
| Американская ассоциация онлайн-кинокритиков                            | 5 января 2010        | Лучшая работа оператора                                                                                        | Барри Экройд                                                               | Номинация |
| Американская ассоциация онлайн-кинокритиков                            | 5 января 2010        | Лучший монтаж                                                                                                  | Крис Иннис Боб Муравски                                                    | Победа    |
| Международный фестиваль в Палм-Спрингс                                 | 7 января 2010        | Прорыв года (актёр)                                                                                            | Джереми Реннер                                                             | Победа    |
| Гильдия продюсеров США                                                 | 24 января 2010       | Лучший художественный фильм                                                                                    | «Повелитель бури», Кэтрин Бигелоу, Марк Боал, Грег Шапиро, Николас Шартье  | Победа    |
| Общество кинокритиков залива Сан-Франциско                             | 14 декабря 2009      | Лучшая картина                                                                                                 | «Повелитель бури»                                                          | Победа    |
| Общество кинокритиков залива Сан-Франциско                             | 14 декабря 2009      | Лучший режиссёр                                                                                                | Кэтрин Бигелоу                                                             | Победа    |
| Международный фестиваль в Санта-Барбаре                                | 4 февраля 2010       | Лучший режиссёр года                                                                                           | Кэтрин Бигелоу                                                             | Победа    |
| Премия «Спутник»                                                       | 20 декабря 2009      | Лучший фильм (драма)                                                                                           | «Повелитель бури»                                                          | Победа    |
| Премия «Спутник»                                                       | 20 декабря 2009      | Лучший режиссёр                                                                                                | Кэтрин Бигелоу                                                             | Победа    |
| Премия «Спутник»                                                       | 20 декабря 2009      | Лучший актёр                                                                                                   | Джереми Реннер                                                             | Победа    |
| Премия «Спутник»                                                       | 20 декабря 2009      | Лучший оригинальный сценарий                                                                                   | Марк Боал                                                                  | Номинация |
| Премия «Спутник»                                                       | 20 декабря 2009      | Лучший монтаж                                                                                                  | Крис Иннис Боб Муравски                                                    | Победа    |
| Премия Сатурн                                                          | 24 июня 2010         | Лучший фильм (приключения/боевик/триллер)                                                                      | «Повелитель бури»                                                          | Номинация |
| Премия Сатурн                                                          | 24 июня 2010         | Лучший режиссёр                                                                                                | Кэтрин Бигелоу                                                             | Номинация |
| Премия Гильдии киноактёров США                                         | 25 января 2009       | Лучшая мужская роль                                                                                            | Джереми Реннер                                                             | Номинация |
| Премия Гильдии киноактёров США                                         | 25 января 2009       | Лучший актёрский состав в игровом фильме                                                                       | «Повелитель бури»                                                          | Номинация |
| Международный кинофестиваль в Сиэтле                                   | 14 июня 2009         | Лучший режиссёр                                                                                                | Кэтрин Бигелоу                                                             | Победа    |
| ShoWest Triumph Award                                                  | 2 апреля 2010        | Лучший режиссёр                                                                                                | Кэтрин Бигелоу                                                             | Победа    |
| Ассоциация кинокритиков юго-востока США                                | 14 декабря 2009      | Лучший фильм                                                                                                   | «Повелитель бури»                                                          | Номинация |
| Ассоциация кинокритиков юго-востока США                                | 14 декабря 2009      | Лучший режиссёр                                                                                                | Кэтрин Бигелоу                                                             | Победа    |
| Ассоциация кинокритиков юго-востока США                                | 14 декабря 2009      | Лучший оригинальный сценарий                                                                                   | Марк Боал                                                                  | Номинация |
| Ассоциация кинокритиков юго-востока США                                | 14 декабря 2009      | Лучший актёр                                                                                                   | Джереми Реннер                                                             | Номинация |
| Ассоциация кинокритиков Сент-Луиса                                     | 21 декабря 2009      | Лучший фильм                                                                                                   | «Повелитель бури»                                                          | Номинация |
| Ассоциация кинокритиков Сент-Луиса                                     | 21 декабря 2009      | Лучший режиссёр                                                                                                | Кэтрин Бигелоу                                                             | Победа    |
| Ассоциация кинокритиков Сент-Луиса                                     | 21 декабря 2009      | Лучший сценарий                                                                                                | Марк Боал                                                                  | Номинация |
| Ассоциация кинокритиков Сент-Луиса                                     | 21 декабря 2009      | Лучший актёр                                                                                                   | Джереми Реннер                                                             | Номинация |
| Ассоциация кинокритиков Сент-Луиса                                     | 21 декабря 2009      | Лучшая работа оператора                                                                                        | Барри Экройд                                                               | Номинация |
| Ассоциация кинокритиков Торонто                                        | 16 декабря 2009      | Лучшая картина                                                                                                 | «Повелитель бури»                                                          | Номинация |
| Ассоциация кинокритиков Торонто                                        | 16 декабря 2009      | Лучший режиссёр                                                                                                | Кэтрин Бигелоу                                                             | Победа    |
| Ассоциация кинокритиков Юты                                            | 18 декабря 2009      | Лучшая картина                                                                                                 | «Повелитель бури»                                                          | Номинация |
| Ассоциация кинокритиков Юты                                            | 18 декабря 2009      | Лучший актёр                                                                                                   | Джереми Реннер                                                             | Номинация |
| Кружок кинокритиков Ванкувера                                          | 11 января 2010       | Лучший фильм                                                                                                   | «Повелитель бури»                                                          | Номинация |
| Кружок кинокритиков Ванкувера                                          | 11 января 2010       | Лучший режиссёр                                                                                                | Кэтрин Бигелоу                                                             | Победа    |
| Кружок кинокритиков Ванкувера                                          | 11 января 2010       | Лучший сценарий                                                                                                | Марк Боал                                                                  | Номинация |
| Кружок кинокритиков Ванкувера                                          | 11 января 2010       | Лучший актёр                                                                                                   | Джереми Реннер                                                             | Номинация |
| Венецианский кинофестиваль                                             | 27 августа 2008      | Золотой лев | «Повелитель бури»                                                          | Номинация |
| Венецианский кинофестиваль                                             | 27 августа 2008      | Премия «Gucci»                                                                                                 | Марк Боал                                                                  | Победа    |
| Венецианский кинофестиваль                                             | 27 августа 2008      | Премия «Persol» в номинации «Стиль»                                                                            | Кэтрин Бигелоу                                                             | Победа    |
| Венецианский кинофестиваль                                             | 27 августа 2008      | Приз всемирной католической ассоциации по коммуникациям (SIGNIS)                                               | «Повелитель бури»                                                          | Победа    |
| Венецианский кинофестиваль                                             | 27 августа 2008      | Премия «La Navicella»                                                                                          | «Повелитель бури»                                                          | Победа    |
| Венецианский кинофестиваль                                             | 27 августа 2008      | Премия «Human Rights Film Network»                                                                             | «Повелитель бури»                                                          | Победа    |
| Венецианский кинофестиваль                                             | 27 августа 2008      | Премия «Arca Cinemagiovani Award» за лучший фильм 65-го Венецианского кинофестиваля по версии молодёжного жюри | «Повелитель бури»                                                          | Победа    |
| Венецианский кинофестиваль                                             | 27 августа 2008      | Премия Серджио Трассати                                                                                        | «Повелитель бури»                                                          | Победа    |
| Ассоциация кинокритиков Вашингтона                                     | 7 декабря 2009       | Лучший фильм                                                                                                   | «Повелитель бури»                                                          | Номинация |
| Ассоциация кинокритиков Вашингтона                                     | 7 декабря 2009       | Лучший оригинальный сценарий                                                                                   | Марк Боал                                                                  | Номинация |
| Ассоциация кинокритиков Вашингтона                                     | 7 декабря 2009       | Лучший режиссёр                                                                                                | Кэтрин Бигелоу                                                             | Победа    |
| Ассоциация кинокритиков Вашингтона                                     | 7 декабря 2009       | Лучший актёр                                                                                                   | Джереми Реннер                                                             | Номинация |
| Ассоциация кинокритиков Вашингтона                                     | 7 декабря 2009       | Лучшая мужская роль второго плана                                                                              | Энтони Маки                                                                | Номинация |
| Ассоциация кинокритиков Вашингтона                                     | 7 декабря 2009       | Прорыв года | Джереми Реннер                                                             | Номинация |
| Ассоциация кинокритиков Вашингтона                                     | 7 декабря 2009       | Лучший актёрский ансамбль                                                                                      | «Повелитель бури»                                                          | Победа    |
| Премия Гильдии сценаристов США                                         | 20 февраля 2010      | Лучший оригинальный сценарий                                                                                   | Марк Боал                                                                  | Победа    |